# Anna Maria Alberghetti
Anna Maria Alberghetti (Pésaro, 15 de mayo de 1936) es una cantante y actriz italiana en lengua inglesa.Como cantante, originalmente centrada en la ópera, se decantó luego por el mundo de la comedia musical, aunque hizo también aproximaciones a la balada popular como en su disco de 1957 I Can't Resist You. 
De gran precocidad, se recuerda su interpretación a los seis años del aria Caro Noma de Rigoletto. Realizó una gira por Europa como cantante lírica cuando tenía doce años e hizo su debut en el Carnegie Hall a los 13, en 1950, actuación de soprano que mereció encendidos elogios.

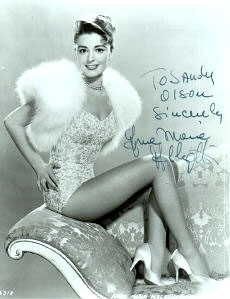
Anna Maria Alberghetti

Su carrera cinematográfica empezó con The Medium, una ópera filmada de Gian-Carlo Menotti, en 1950, e hizo siete películas a lo largo de 1960. Entre ellas, destaca su actuación en la película de Frank Capra Here Comes the Groom (1951). También fue muy reconocida su labor en la película El Ceniciento (1960), junto a Jerry Lewis. En 1961 ganó un Tony Award por su interpretación en el musical de Broadway Carnival, tras lo que se retiró.
Realizó también varias actuaciones en televisión, siendo la primera en el programa de Ed Sullivan.
Actualmente es miembro del Consejo Asesor Artístico de Gulfshore Playhouse, teatro profesional más importante del suroeste de Florida.

## Discografía
- 1956: Songs by Anna Maria Alberghetti (Mercury)

- 1957: I Can't Resist You (Capitol)

- 1961: Carnival [con Kaye Ballard] (MGM)

- 2005: Warm & Willing (Toshiba EMI)